# لادي
لادي هي مدينة في تشاد. تقع على نهر لوغون وهي عاصمة منطقة تانجيلي. يخدم المدينة مطار لادي .

## التاريخ
تشتهر هذه المدينة بمعركة لادي خلال الحرب العالمية الأولى؛ في أغسطس 1914، احتل الجيش الألماني المدينة حتى تم تحريرها من قبل الفرنسيين في سبتمبر.

## التركيبة السكانية
| عام  | السكان |
| ---- | ------ |
| 1993 | 14 272 |
| 2008 | 20 428 |